# 中華人民共和国大飢饉
中華人民共和国大飢饉（ちゅうかじんみんきょうわこくだいききん、英語: The Great Chinese Famine）または3年大飢饉（さんねんだいききん、中国語: 三年大饥荒/繁体字中国語: 三年大饑荒/拼音: Sānnián dà jīhuāng）とは、1959年から1961年までの中華人民共和国の歴史において広範にわたり発生した、大規模な飢饉である。一部の学者は、1958年または1962年もこの期間に含めている。この大飢饉は、人類史上最大級の人為的災害の1つであり、飢餓による推定死亡者数は数百万（100万〜250万以下）人にも及び、史上最悪な飢饉であったと広く見なされている。なお、この期間中の犠牲者はすべてが餓死によるものではなく、そのうちの6%から8％が拷問や処刑によるものとされる。
飢饉の主要な原因は、この間に起こった旱魃などの自然災害に加えて、毛沢東政権下の1958年から1962年にかけて行われた大躍進政策と人民公社による数々の政策であった。第2代中国国家主席の劉少奇は、1962年初頭の七千人大会で、今回の大災害は三分が天災、七分が人災（中国語: 三分天灾、七分人祸）であったことを公式に認めた。改革開放の開始後の1981年6月に、中国共産党は、いくつかの自然災害に加えて、大躍進政策と反右派闘争の過ち、そして中ソ対立が大飢饉の主な原因であると公式に述べた。

## 呼称
この大飢饉には、"3年大飢饉"の他に多くの呼称がある。
中華人民共和国政府は以下のように呼称している：
- 1981年以前:"3年自然災害"（中国語: 三年自然灾害,拼音: Sānnián zìrán zāihài）
- 1981年以降:"3年困難時期"（中国語: 三年困难时期,拼音: Sānnián kùnnán shíqī）

## 飢饉の規模

### 生産量の減少
壊滅的な影響をもたらした農法の方針変更と同時期に、旱魃と洪水が発生した。その結果、中国の穀物生産は、年を追うごとに劇的に減少した。1958年に比べて1959年の収穫量は15％減少し、1960年の収穫量は1958年水準の70％にまで落ち込んだ。中国統計年鑑（1984）によると、作物生産量は1958年の2億トンから、1960年には1億4350万トンに減少した。

### 死亡者数

中国の出生率と死亡率

1982年の中国の人口ピラミッド。1959年から1961年に生まれた人々がその前後に比べて極端に少ないことを示しており、この期間の高い乳児死亡率と低い出生率を物語っている。

中国の公式統計によると、当時の食糧と結婚への動機づけが不足していたため、1961年の中国の人口は約6億5859万人で、1959年よりも約1458万人減少している。出生率は2.922％（1958年）から2.086％（1960年）に減少し、死亡率は1.198％（1958）から2.543％（1960）に上昇している。なお、その後の1962年から1965年の平均数は、それぞれ約4％と1％である。人口調査データのグラフに示すように、出生率と死亡率は1961年前後でクロスし、その後急速に回復している。

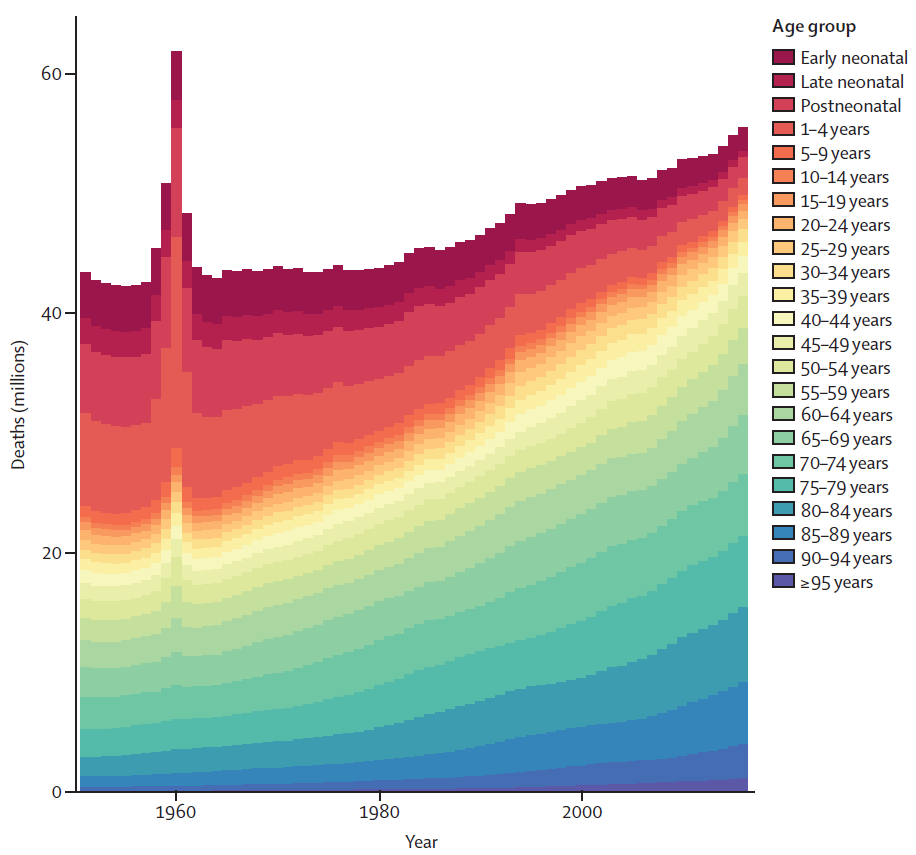
1950年から2017年までの全世界での年間死者数の推移。1960年前後が突出して高い数値を示している。

中国での大量の犠牲者の発生は、1960年前後の全世界の平均寿命をも押し下げている。
非公式な死者数の見積もりはさまざまであるが、研究者は飢饉の犠牲者の数を1,500万から5,500万人と推定している。
信陽に本拠を置く新華社の記者である魯宝国は、自らの体験とそれを報じなかった理由を、同じく新華社の上級記者であった楊継縄に次のように説明した:
1959年後期、私は長距離バスで信陽からに羅山を経て固始に行った。バスから外を見ていると、道端の溝に一つまた一つと死体があったが、乗客は誰一人、餓死者のことを話そうとしなかった。羅山県城西門外で遺体を一つ見たので羅山県委員会に電話し状況を伝えた。光山県の餓死者が一番多く、3分の1が死に、家族単位で全滅していた。至る所に餓死者がいるのに、指導幹部は盛大に飲み食いしていた。私は固始県委員会の招待所に泊まったが、県委員会書記の楊守績は客を食事に招待し、たらふく食べていた。

（「新華社の記者なら中央に報告する義務がある、どうして『内部参考』を書かなかったんだ」との楊継縄からの問いかけに対し）本当のことを話す人間があんなにひどい目にあうのをこの目で見て、『内部参考』が書けるかい？
1959年と1960年に信陽地区の専員であった余徳鴻は、次のように述べている。
我が家から5キロ離れた防胡はそこら中が死体で、100以上が埋められずに野外に放置されていた。河原の両側の蘆の中にも100を超す遺体を見た。遺体は犬に食われたとか、人を食べた犬は目が血走っているとか言われていたが、それは事実じゃない。犬はとっくに人間に食べられていた。あの頃、犬なんかどこにもいやしなかった。
- 中国科学院は1989年に、少なくとも1500万人が栄養失調で死亡したと結論づけた[37]。
- 中華人民共和国国家統計局の元大臣である李成瑞（中国語版）は、死亡者数を2200万人（1998年）と推定している[38][39][40]  彼の死亡者数推定は、アンスレー・J・コール（英語版）による推定(2700万人[7][41]) と、元全国人民代表大会常務委員会副委員長である蔣正華（中国語版）の推定(1700万人) に基づくものである[38][42]。
- 全米産業審議会（英語版）の世界人口統計担当ディレクターであるジュディス・バニスターは、1958年から1961年までに3,000万人の過剰死亡があったと推定している[5][43][44]。
- イギリスの学者ジャスパー・ベッカー（英語版）は、著書『餓鬼（英語版）』の中で餓死者の推計の多くは3000万人から6000万人の範疇であることを示唆している[注釈 1][45][46]。
- 上海交通大学特別教授の曹樹基（中国語版）は、3250万人と推定している[38][47][48][49]。
- 楊継縄は、飢餓による死亡者は3600万人であり、さらに4000万人が生まれなかったため、「大飢饉による中国の総人口損失は7600万人になる」と結論付けている[50][51]。養父をこの飢饉で失った楊は、執念で『墓碑―中国六十年代大飢荒紀実』をまとめたが、中国本土では発禁となっている[52][53][54]。
- 中国の経済学者で2012年にケイトー研究所の「ミルトン・フリードマン自由賞」を受賞した茅于軾（中国語版）は、死者数を3,600万人と発表した[55]。
- 中共中央党史研究室（中国語版）元副主任の廖蓋隆（中国語版）は、飢饉による4000万人の「不自然な」死者を報告している[37][56]
- 中国の元高官で元中国共産党総書記の趙紫陽の顧問を務めた陳一諮（中国語版）が属した制度改革委員会は、飢饉で4300万人から4600万人が死亡したと結論づけている。党幹部の会議では5000万人から6000万人の犠牲者が出たという報告もあったという[57][58][59][60]。陳一諮は、8000万人が不慮の死を遂げ、その多くが大躍進後の飢饉の犠牲者であるとする共産党内部資料を見たとしている[61]。
- 香港大学人文科学特別招聘教授であり、『毛沢東の大飢饉（英語版）』の著者であるフランク・ディケーター（英語版） は、2000年代に公開された地方の党公文書から得られた知見として、大躍進期間中に少なくとも4500万人が飢餓・過労・国家の暴力によって死亡したと推定している[62][63]。また彼の研究によれば、国家の暴力が死者数を悪化させたとみられ、犠牲者のうち少なくとも250万人が、殴られたり拷問されたりして死亡したとされる[64][65]。しかしながら、自らを初めて公文書の調査・利用を実施して執筆をした人物であるとするディケーターの主張は、他の一部学者により疑問視されている[66]。ディケーターは、ある家族の一員が食べ物を盗んで捕まった後に何が起こったかについて、生々しい事例を提供している:

サツマイモを盗んだ廉で有罪となったLiu Deshengは、尿にまみれていた…… 彼の妻と彼の息子もまた排泄物の山の中に強制的に投げ入れられた。排泄物を飲み込むことを拒否すると、口をトングでこじ開けられた。彼は3週間後に死亡した。
- 無所属の中国歴史家であり、中国共産党中央党校の元教官である余習広は、飢饉のために5500万人が死亡したと推定している[59][68][69][70]。彼の結論は、20年間のアーカイブ研究に基づいている[59]。

他方で、低めに見積もられた推定としてはインドのマルクス経済学者ウトサ・パトナイクによる1,100万人がある。彼女はエッセイの中で中国の「いなくなった数百万人」を、少子化により生まれなかった人としてではなく、飢饉による死亡と同一視していることを批判した。
他には中国人数学者孫経先の250万人説がある 。

### 人肉食
飢饉の結果、さまざまな形で人肉食が行われたという、口伝や公式文書が広範に残っている。甚大な飢饉の規模の結果として生じた共食いは、「20世紀の歴史の中で前代未聞の規模」であったと評されている。多くの場合はすでに死亡した人の遺体や埋葬後に掘り出した死体を食べたものであったが、相手を殺して食べたケースもあった。
村人の半分が亡くなりました。1960年の正月から、4月5月の間に亡くなった人がほとんどでした。近所の家では、3人の男の子と女の子が1人餓死しました。兄の家では、2人の子が亡くなりました。一家全滅の家も多く、16人全員が亡くなったところもありました。生産隊長の息子の嫁と孫も餓死しました。生産隊長は、孫の死体をゆでて食べましたが、彼も死にました。村の学校の先生は、死の瀬戸際にあったとき、妻に言いました。「何故子供を生かしているんだ？あの子を食べたら僕たちが生き延びる。そうしたらまた子供を作れるんだ」。妻は息子を食べる事を承知しませんでした。先生は死にました。

人が死んでも、誰も遺体を葬ろうとしませんでした遺体は色も変わりませんでしたし、腐敗もしませんでした。血や肉がほとんど残っていなかったからです。家族が亡くなっても生産隊には報告しませんでした。配給食糧をそのままもらおうとしたからです。3人の子供全てを失った父親は、遺体を隠し、子供たちの分まで食糧を受け取りました。村全体で、よそに逃げた家族を除けば、犠牲者を出さなかったのは、7・8軒だけでした。—1960年前後の安徽省について、
飢餓の中でもこんなに恐ろしいことはありません。両親が老人や子供の死ぬ順番を決めるのです。息子たちが死ぬのは困りますから、母親は娘に言います。「天国に行っておばあさんに会っておいで」。女の子たちは食べ物をもらえません。水だけ飲めます。そして死んでしまうと、近所の女の子と自分の女の子の遺体を交換します。7人の母親のうち5人はこのやり方に応じます。遺体は茹でられ一種のスープになりました。1930年代の飢饉のときに、農民はこの方法を学びました。飢饉ではやむを得ないこととして受け入れてきました。「おなかがすいているのに、何をすましていられるか！」とみんなは言います。ある女性は通報され、公安局に逮捕されました。数年後に彼女が強制労働から村に戻ってきたとき、彼女を批判する人は誰もいませんでした。—「易子而食」について、

## 飢饉の原因
大飢饉は、急進的な農業政策・社会的圧力・経済的管理ミスに加えて、農業地域での旱魃や洪水などの自然災害が併発して引き起こされた。

### 大躍進
中国共産党主席である毛沢東は、農場の所有を禁止するとした急激な変化を伴う農業政策方針を導入した。政策に従わなかった場合、罰が科せられた。

#### 人民公社

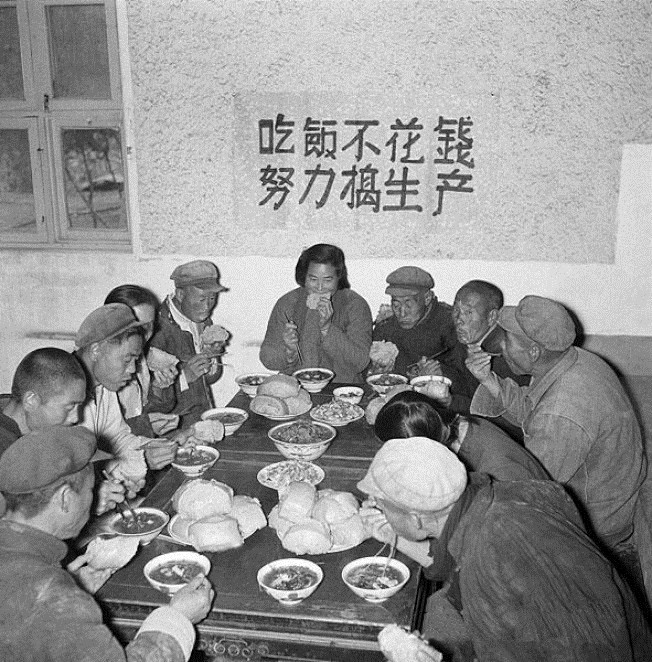
壁に「タダで食べて、全力で生産する」とスローガンが書かれた、人民公社の共同食堂。

大躍進中、農業は人民公社のもとで編成され、私有地の耕作は禁止された。農業経済は中央で計画され、地域の党指導者はその統制下で人民公社の生産割当を与えられた。彼らの生産物は国家によって専有され、その裁量で分配された。地方幹部たちの多くが、生死に関わる権力、すなわち食料の割当という実質的な生殺与奪の権利により、農民を命令に従わせた。
食事は人民公社の共同食堂で摂ることとされた。大多数がこの制度に反対したが、幹部たちは食堂の使用を人々に強制した。自らの蓄えで食事をするものは「富農」として糾弾の対象となり、民兵たちは煙突から煙が出ている家から罰金を徴収し、家探しして食料や調理器具を押収した。共同食堂の食料配給担当者は、金を持っている・仕事が遅いなどの言いがかりをつけて食料を減じて、口答えした者や自分が嫌っている者を死へ追いやった。
人々の暮らしは人民公社によって軍隊式に組織された。中国全土の農民たちが、夜明けに軍隊ラッパで起こされ、列を作って共同食堂へ向かい、一杯の粥をかきこんでから、旗を掲げて行進曲や革命歌をバックに隊列を組んで畑へ向かった。民兵から発破をかけられたりときに殴打されながらの作業が終わり割り当てられた宿舎へ戻ると、集会が開かれ、各人のその日の成果が審査された。労働者には成果に応じて労働点数が付与され、報酬が与えられることとなっていたが、大躍進期にはほとんど無価値なものとなり、労働のインセンティブが取り払われたこの労働点数制のことを、人々は「キュウリで太鼓を叩く（強く叩けば叩くほど音が出なくなる）」ようなものだと評した。
過激な人民公社では、私有地・重機類・家畜などあらゆるものが共同所有にされた。所有権を離れた農具を手入れする者はいなくなり、半分近くが使い物にならなくなった。農民たちは「自分で食べれば自分のもの、食べなければ誰かの物」と囁き、不安に駆られた人々は競って消費を始めた。銀行では貯金の没収を恐れた人々による取り付け騒ぎが発生し、東人民公社は設立後の2日間で総貯蓄額の5分の1が引き出された。集団心理により派手な消費行動が取られ、私有地で採れた作物は蓄えることなく食い尽くされ、家畜やペットまでもが食べられた。報告された"過剰な作物"の処分のために1958年に毛が出した「食事を1日5回にすれば良い」との指示により、とりわけ綿花など食料以外の作物を生産して国から対価として大量の穀物が支給された地方では共同食堂で暴飲暴食が行われ、山盛りの残飯が便所に捨てられた。
空腹であろうとなかろうと、みんな、むやみに食べました。そして、二十日で全部の米を、本来なら半年は持つ米を食べ尽くしてしまったのです。—ある村の農民、
多くの人民公社がわずか半年で「おなかがいっぱいになるまで食べられる楽園」から「働くか、そうでないと死ぬ地獄」へ転落した。2008年、楊継縄は生産目標制の影響を、最も需要のある場所に供給を振り分けられないと要約し、その一例を挙げている;
新陽では、穀物倉庫の扉の前で人々は飢えていた。彼らは死ぬ間際に、「共産党よ、毛沢東主席よ、私たちをお救いください」と叫んだ。河南と河北の穀倉が開かれていれば、誰も死ぬ必要はなかった。周りの人々が大量に死んでいくので、役人たちは特段彼らを救おうとは考えなかった。彼らの唯一の関心事は、どうやって穀物の配達を果たすかということだった。
人民公社がどの程度飢饉をもたらしたかは議論の余地がある。地域ごとに飢饉の扱い方が異なり、飢饉のタイムラインは中国全土で統一されていない。一つの争点は、共同食堂での過度な食料の消費が、飢饉の悪化をもたらしたかという点である。ある学者は、食堂での過度の食事が行われなかった場合、「1959年半ばには最悪の大躍進飢饉を回避できたはずだ」と主張した。しかし、安徽省と江西省では共同食堂普及率が飢饉との有意な関連を示していないことが判明した。

#### 鉄鋼生産
鉄鋼の生産は経済発展のための重要な要件として認識され、何百万人もの農民が農作業から離れて鉄鋼生産の労働力に加わるように命じられた。調理器具や農具を土法高炉に投じ農民らによって生産された鉄の多くは、商業利用に耐えない脆弱なものであった。

#### 杜撰な農業政策
集産主義に加えて、ロシアの農学者トロフィム・ルイセンコが唱えた疑似科学に基づいて、中央政府は従来の農法から逸脱した指導を行った。「農業の八字憲法」なる方針が打ち出され、"土・肥・水・種・密・保・管・工"が掲げられた。これは、農地改良・施肥・水利の確保・種子改良・作物の保護・耕地の管理・農具改良、そして「密植」によって農業増産を目指すというものであった。
「密植」とは、苗を3倍の密度で植えた後、次に2倍にするというものであった。この理論では、同じ種の植物は互いに競合しないとされ、県が定めた畝や株の間隔の指示に違反した田圃の苗は全て引き抜かれるなど、人民公社が徹底して実践した。当然、過度の密植は苗同士を競合させ、風が通らず日光も差し込まない苗は実を結ばず、種さえ回収できない惨憺たる結果となった。
また、毛は「深耕」を推奨した。「深耕」とは、ルイセンコの同僚として知られているテレンティ・マルツェフの考え方に基づいていた。彼は、耕起深度を通常の15～20センチではなく33～66センチにするよう、中国全土の農民に指導した。この深耕理論では、最も肥沃な土は地中の深いところにあり、異常に深く耕せば根の成長が促進されるとされていた。党の地位に眼がくらんだ幹部たちに駆り立てられ、農民たちは農具もろくにない状態で「深耕」を行った。しかし、実際には、地中にあった作物の育成に役立たない岩・土・砂が浅い土壌に押し上げられ、代わりに肥沃な表土が埋められたことから、苗の成長を著しく阻害することとなった。安徽省のように表土が薄いところでは「深耕」によって減殺された地味がなかなか回復せず、農民の女性たちが深い水田の中で腰まで泥に浸かりながら作業を強いられた結果、南部では多くが感染症に罹患した。
ルイセンコは化学肥料を排除していたため、共産党政府は化学工場への出資をやめた。ロシア人たちは、土9に対して下肥1の割合が理想の配分であると提唱したため、中国全土の農民がこれに従わされた。地方幹部たちは躍起となってモデルケースとなる農地を演出しようとして肥料の争奪戦を行い、化学式もわからず成分表も覚えられないような農民学者が細菌から肥料をつくる方法を開発したと主張した。海から引き上げてきた海藻・ごみの山から探し出してきた生ごみ・煙突からかき集めてきたすすなど、ありとあらゆるものが畑に投げ込まれ、夜中になっても家畜や人間の糞尿を畑に運ぶ人の列が絶えなかった。泥と藁で作られた建物の壁も栄養素とみなされ、当初は古い壁や廃屋が解体されていたのがエスカレートして計画的に家並みごと破壊されるようになり、瓦礫が畑にばらまかれ、撒き散らされたガラス片によって一部の畑は裸足で歩けなくなった。糞尿のみならず人間の毛髪までもが肥料の素とみなされ、広東省の一部の村の女性達は剃髪を強制され、拒否すれば共同食堂への出入りを禁じられた。糞尿の収集は、人糞を不浄のものとして嫌う部族にも強制され、作業は懲罰班の仕事とされた。人肉を茹でて肥料にする方法が考案され、子供が豆を数粒盗んだ程度で殴殺された親の遺体が切り刻まれて畑に撒かれた。故人の亡骸も墓を暴いて肥料にされ、墓石は建材にされた。
民兵・製鋼・灌漑事業・鉄道建設・地元工場に多くの男性労働者が投入され、農業の労働力は大幅に低下したが、毛とその側近たちは"画期的"な手法である「密植」「深耕」がこれを補うものと信じていた。多くの農民たちには、これらの施策が何をもたらすのかわかりきっていたことであったが、以前の反右派闘争で何が行われてきたか目の当たりにした彼らはあえて口を挟もうとはしなかった。

#### 四害駆除運動

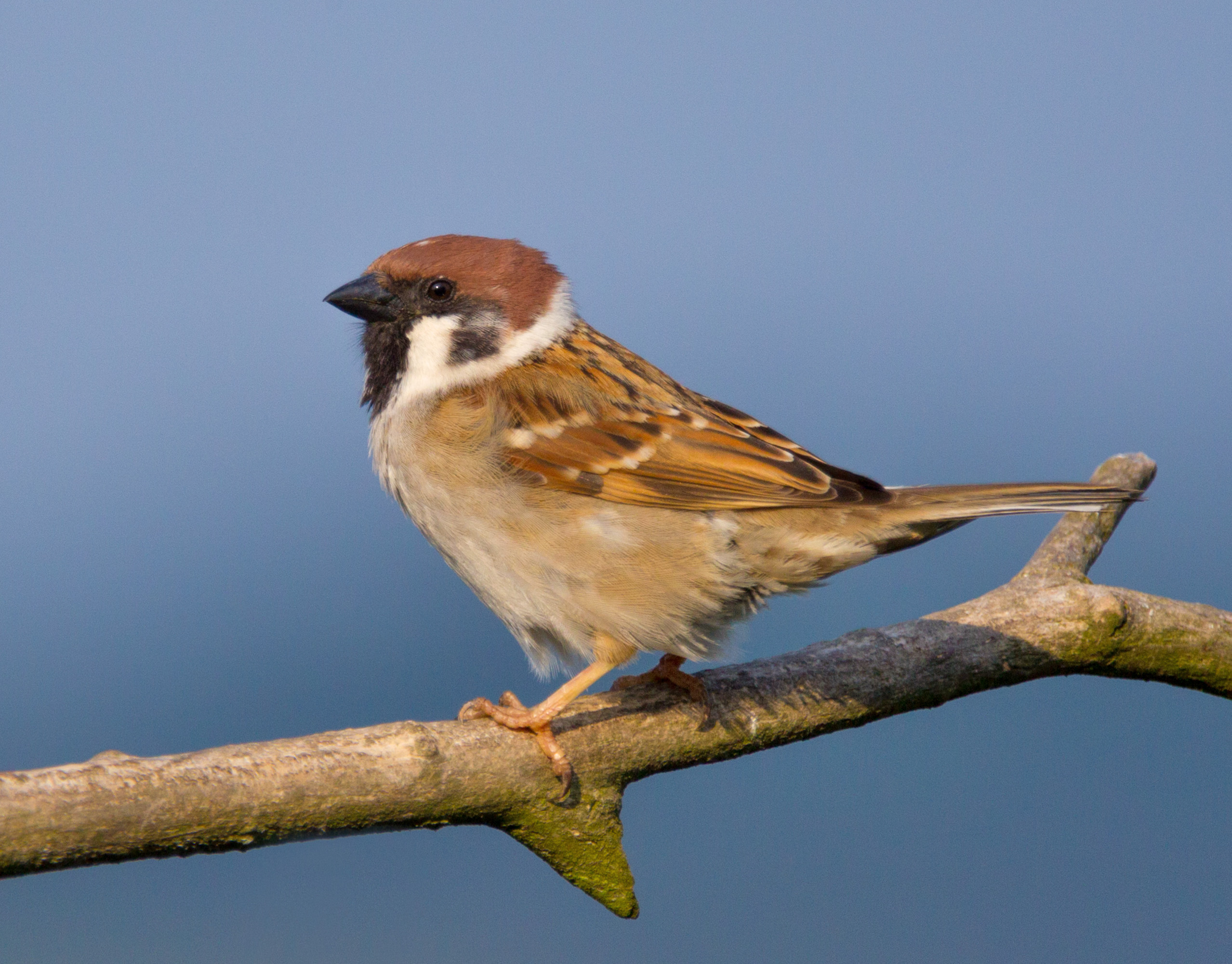
四害駆除運動で最大の駆除の対象となったスズメ

四害駆除運動（中国語: 除四害）では、畑を守るために、スズメなどの作物の種子を食べる野鳥を駆除するよう市民に呼びかけられた。「害鳥」は射殺されるか、疲弊して墜落するまで脅かされ続けた。この大量駆除は、鳥類が消えれば捕食者がいなくなる害虫、特に作物を食べる昆虫の爆発的な増加をもたらした。

#### 過剰生産の幻想
1957年以降、中国共産党は上からの圧力により「放衛星」と呼ばれるあらゆる農作物収穫量の過剰報告が横行するようになった。
毛沢東は有頂天だった。全国から届く、綿花、米、小麦、落花生の収穫量が新記録を達成したという報告を聞いて、余った分をどうしたものかと考え始めた。1958年8月4日、徐水県を視察したさい、報道陣に囲まれた毛は、麦藁帽子をかぶり綿の靴を履き、張国忠（県幹部の軍人）を従えて農地をゆっくりと歩きながら顔を輝かせた。「これだけの穀物を食べきれるだろうか？余った分はどうするつもりかね？」

「機械類と交換しようかと思っています」張は一瞬考えて答えた。

「いや、余っているのはきみのとこだけじゃないぞ。他だって有り余っているんだ！穀物を欲しがるところなんかどこにもないぞ！」毛は気の毒そうな微笑を浮かべて言い返した。—
しかし、中国全土における実際の穀物生産量は、1957年から1961年にかけて減少していた。例えば：
- 四川省では、1958年から1961年にかけて穀物の収穫量が減少しているにもかかわらず、中央政府への報告では増産され続けていることにされていた[106]。
- 甘粛省では、1957年から1961年にかけて穀物収量が4,273,000トン減少した [8]。

この一連の出来事は「浮誇風」（水増し報告）をもたらし、党中央はそれをもとに彼らが穀物を過剰に持っていると信じきっていた。しかし、実際の収穫量は平均値にすら満たないものであった。たとえば、北京政府は「1960年には国の穀倉には500億斤の穀物がある」と信じていたが、実際に納められているのは127億斤に過ぎなかった。水増し報告の影響は甚大であり、一部の歴史家はそれが中国全土で発生した多くの飢餓の主な原因であったと主張している。楊大利は、"過剰生産"の誤認識は3つの大きな結果を引き起こしたと主張した：
第一に、それは計画者に穀物から綿花、サトウキビ、ビートなどの経済作物へと土地をシフトさせ、大量の農業労働者を工業部門に転向させ、農村から収集する穀物に対する国家の需要を煽った。第二に、中国の指導者、特に周恩来は、工業化に必要な資本財を購入するための外貨をより多く確保するために、穀物輸出を加速させるようになった。最後に、過剰生産という幻想は、共同食堂の採用を当時合理的に思わせた。当然、これらの変更はすべて供給穀物の急速な枯渇につながった。

### 中央政府からのさらなる政策
経済学者の孟昕、銭楠筠、ピエール・ヤレドは、ノーベル賞受賞者のアマルティア・センが従前主張したように、総生産量は飢饉を回避するのに十分であり、飢饉の原因は国内での過剰調達と貧弱な流通によって引き起こされたものであることを示した。彼らは、他のほとんどの飢饉とは異なり、一人当たりの食糧生産量が多い場所で驚くほど多くの死者が出たことを提示し、中央で計画された食糧調達システムの柔軟性の欠如が飢饉による死亡率の少なくとも半分を占めているとした。河南省の大佛村では、「食糧生産量は実際には減少しなかったが、毛沢東派の政府割当により食糧の入手可能性が驚くほど失われた」とされる。そのような中でも、党の監視の目を盗んでサボタージュをしたり盗んだ作物を食べることで、この村では他の村に比べて多くの村人たちが生き延びることができた。
別の経済史家グループは、政治家が激しく競っていた場所ほど苛烈な搾取があったことを示している。
さらに、中国共産党（CCP）と中央政府の政策、特に三面紅旗のスローガン（「社会主義建設の総路線」「大躍進」「人民公社」）と四清運動（社会主義教育運動）は、イデオロギーの悪弊による飢饉の悪化を象徴するものであった。共産党の三面紅旗は、「1958年の狂信主義に火をつけた」。 三面紅旗の一つ、「総路線」（中国語: 群衆路線）は、「全力を尽くし、高みを目指し、より大きく、より良く、より経済的な結果を得て社会主義を建設する」ことを人々に謳ったものであり、穀物の過剰報告の背後にある役人が感じていたプレッシャーの背後にあったとされる。1957年に始まった四清運動も、「浮誇風」を引き起こすなど、さまざまな形で飢饉の深刻化をもたらした。「総路線」がもたらした誇張された収穫量が報告された後となっては、続報で「誰も『冷水をかける』勇気がなかったのである」。四清運動はまた、国の穀物収集を妨害するために農民が空腹のふりをしているという陰謀説の確立につながった。

### 地方自治体の権力関係

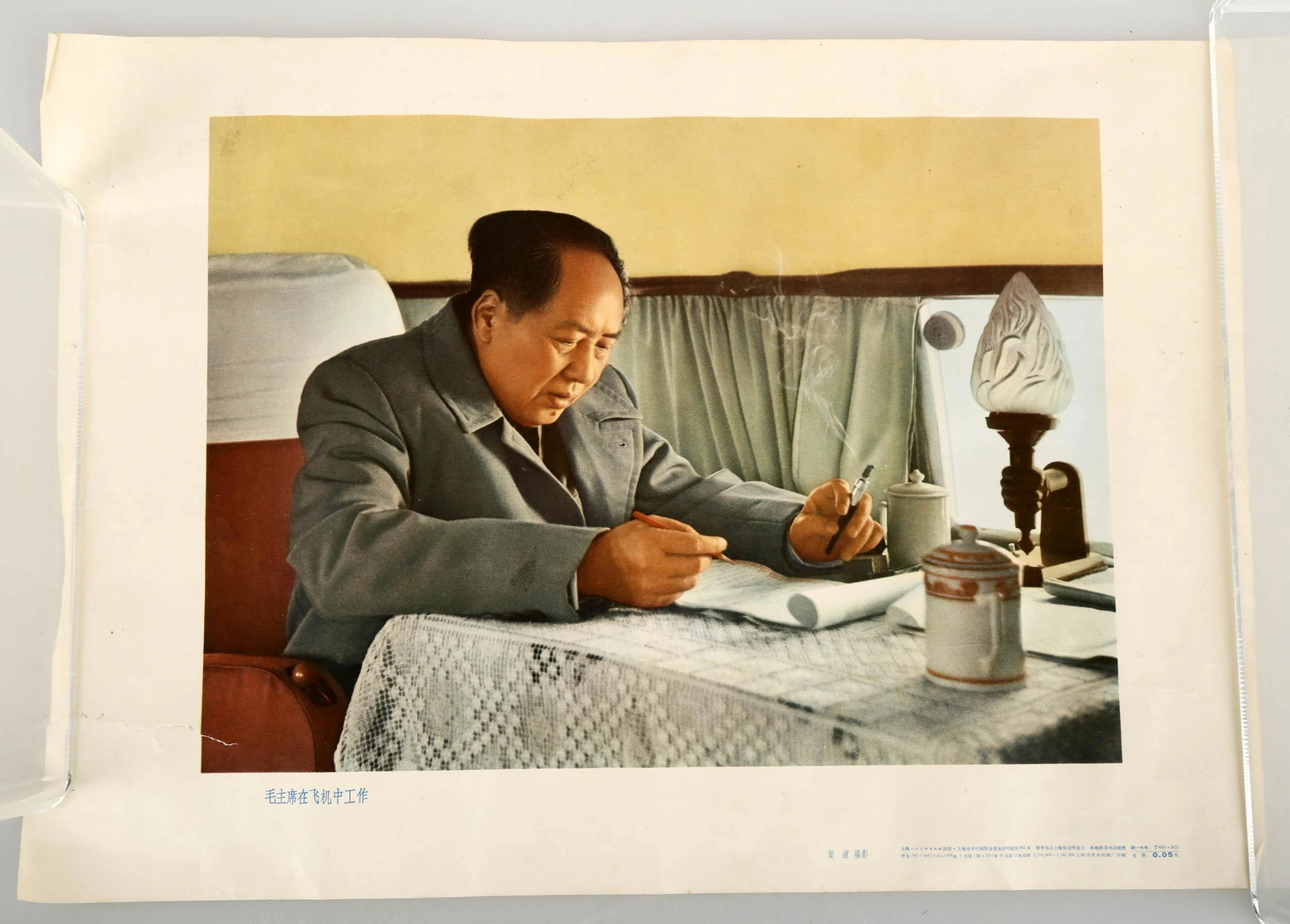
機内で執務する毛沢東（1957年）

地方自治体は、共産党政府の上層部よりも飢饉に直接影響を及ぼした。大躍進政策が進むにつれ、多くの地方政府指導者が毛や党上層の指導者と連携し始めた。1959年には現状を重く受けとめて軌道修正を提言した彭徳懐元帥が毛の逆鱗に触れて廬山会議で追放され、毛はますます意固地となり、保身に走った党員らによる毛への個人崇拝が始まった。選択を迫られた地元権力者たちは、地域社会にとって最善のことをすることよりも政治的な名声を守ることを選び、反対者たちを恣意的に"右翼的保守派"と呼んで糾弾するようになった。農民に向けられた陰謀論の環境下では、家族が食べる分以外の余剰穀物を備蓄したり、大躍進政策は実行されるべきではないという信念を支持したり、あるいは単に十分に働かないことは、すべて"保守的右翼主義"とみなされた。農民は集団化と州の穀物購入について公然と話すことができなくなった。恐怖と逆恨みの文化が地元と当局の双方に渦巻く中で、飢饉に対して発言し行動することは、まるで不可能な任務となっていた。
飢饉における地方政府の影響は、安徽省と江西省で対比することができる。
安徽省は、毛と関係のある「独裁者」であった曾希聖が率いる、過激な親毛政権であった。曽は大躍進政策を固く信じ、地元との結びつきを維持するよりも、高官との関係を築こうとした。曽は同僚に相談せずに農業プロジェクトを提案したため、安徽省の農業は大失敗した。党書記兼州副知事である張凱帆は、安徽省で飢饉が発生したという噂を聞き、曽の政策の多くに反対した。曽は張を疑い、毛に讒言した。その結果、毛は「彭徳懐反党軍閥」と張にレッテルを貼り、張は地元の党から粛清された。その後も少しでも否定的な意見を述べた者を次々と破滅へ追いやった曽は、飢饉が切迫した状況になってもなお、自らの偽証が発覚することを恐れこれを報告をしなかった。このため、彼は「安徽省にほとんど一人で損害を与えた、目に余る政治的急進主義者」と評された。
江西省では安徽省とほぼ逆の事象が起きた。江西省の指導者たちは公然と大躍進計画のいくつかに反対し、ひそかに自分たちを中央から遮断し、毛沢東主義経済に対して消極的な態度をとっているようにさえ見えた。指導者たちは相互に協力するとともに、彼らは地元の人々と一体で働いた。大躍進が完全に実行されない環境を作ることで、江西省政府は「被害を最小限に抑えるために最善を尽くした」。これらの調査結果は、飢饉の被害の多くは、省の指導者と彼らの地域に対する責任感によって左右されることを示している。

### 自然災害

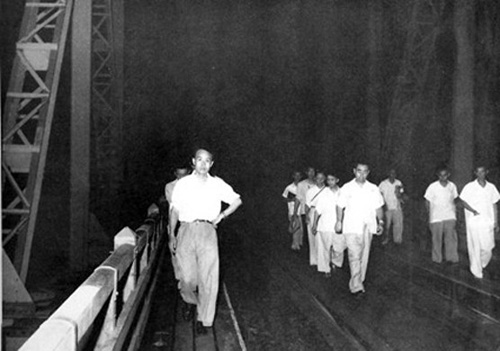
黄河の洪水の際に黄河橋羅口黄河鉄道橋を視察する周恩来首相（中央正面） （1958年）

1958年、黄河が氾濫し、河南省と山東省の一部に顕著な影響を及ぼした。それは1933年以来、黄河で最も深刻な洪水として記録されている。1958年7月の黄河の洪水では、1708の村の741,000人が被災し、304万畝（50万エーカー）以上の耕作地が浸水した。洪水の怒濤は7月27日に渤海へ向かい、政府は200万人以上の救助隊を派遣した後、「洪水に対する勝利」を宣言した。中央水害対策本部の報道官は、1958年7月27日に次のように述べている：
本年は、氾濫流やダムの決壊もなく大洪水を克服し、作物の大豊作を確保した。これもまた我国の人民が作り出した奇跡である。
しかし、政府は成功を報告し、失敗を隠すように奨励した。 2つの州で200万人の農民が農作業から離れて救助隊として働くように命じられ、畑の世話をする代わりに川の土手を修理していたので、「作物は無視され、産物の多くは畑で腐敗するままになっていた」。
一方、歴史家のフランク・ディケーターは、飢饉中の洪水のほとんどは異常気象によるものではなく、大規模で計画性に欠ける灌漑工事が大躍進の一環として実施されたためであると主張している。当時、湿地帯から旱魃が発生している地域に水を移動させるために、大量のダムと何千キロもの新しい灌漑用水路の建設に中国の人々は毛に後押しによって従事させられ、事業に異議を挟む者は排除された。紅旗渠などのように、いくつかの工事は灌漑整備に貢献したが、建設されたダムの多くは数年で崩壊し、黄河に設けられたダムはたちまち沈泥が溜まって機能しなくなった。例外的に存続した板橋ダムや石漫灘ダムも、後年に悲惨な事故を引き起こして数十万の人命を奪った。研究者らは、大規模な水利工事が飢餓や疫病、溺死などで多くの死者を出し、飢饉を助長したと指摘している。
1959年と1960年には、中国の耕作地の55％で少なくともある程度の旱魃やその他の悪天候が影響を及ぼした、華北の農地に至っては推定60％にまったく雨が降らなかった。1961年の天候は若干改善した。
しかし、大飢饉を引き起こす際の旱魃と洪水の重要性については意見の相違が見られる。中国気象科学研究員の公開データによると、1960年の旱魃の程度は珍しいものではなく、他の年と比較しても「軽度」としか見なされていない。1955年、1963年、1965年から1967年などの旱魃ほど深刻なものではなかった。さらに楊継縄によると、1958年に当時の中国国家統計局の薛暮橋局長が「上層部が望む数字を何でも与える」と発言して自然災害を誇張し、飢餓による死亡者への当局の責任を回避した。楊は、中国全土の350の気象台からの気象データの非政府アーカイブを含む他の情報源を調査し、1958年から1961年にかけての旱魃・洪水・気温は中国の典型的なパターンの範囲内であったと主張している。西側の学者も次のように指摘している：

## 余波

### 初期の隠蔽と腐敗、人民の窮乏

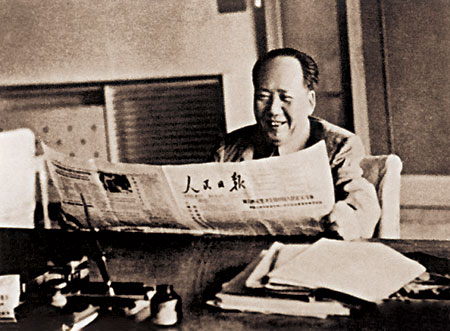
人民日報を読む毛沢東（1961年）

地方の党指導者たちは、自分たちの生活と地位を守るために、不足分を隠蔽したり、責任を転嫁したりするために共謀していた。1958年と1959年に出生率が急落し始め死亡者が増加している中にあっても、毛は農村部の村人が飢餓に苦しんでいることに気づかないようにされていた。
1957年のソ連によるスプートニク1号打ち上げにあやかって、「衛星（スプートニク）を打ち上げる」と称して新たな目標達成が中国全土で競われ、突拍子もない数値が吹聴された。1958年の河南省への訪問で毛は、大規模な24時間の奮闘で成し遂げられた1000から3000パーセントの収穫量の増加を地元当局から報告された。しかし、この数字は捏造されたものであり、毛が観察した畑もまた同様であった。現地の役人は、毛の訪問に先立ってさまざまな畑から穀物の芽を取り除き、特別に用意された畑に慎重に移植して準備を整えて豊作を装った。
地元の役人は、毛へのこれらの見せかけのデモンストレーションに囚われ、「深耕と密植」などの手法によって、達成不可能な目標を達成するよう農民に勧めた。これは事態をさらに悪化させることとなり、作物は完膚無きまでの不作となり、不毛の畑が残された。毛の考えに異議を唱えられる立場にある者は誰一人としていなかったので、農民は茶番を維持するために極限まで努力した。一部の者は、育苗した作物を畑に"植えて"、作物がよく育ったように見せかけた。びっしりと稲の苗が植えられた実験農場を視察した毛が帰ると、稲は元の田に再び植え直された。浙江省のある村では、幹部が村への出入り口を閉鎖して老人や乳飲み子を家に残してきた妊婦でさえも関係なく畑を離れることを禁じ、昼夜を分かたず農作業を強いた。密植に反対した者は党の宣伝隊に殴られ、反抗的な素振りを見せた老人は髪の毛を掴まれて溝に顔を押し付けられた。しまいには、苗を引き抜いて最初から全部やり直すよう、村の人々は命じられた。
ソビエトが引き起こしたウクライナの大飢饉（ホロドモール）のように、医師は死亡診断書に死因として「飢餓」を記載することを禁じられていた。この種の欺瞞は珍しいことではなかった。当時の有名なプロパガンダ写真 に、山東省の中国人の子供たちが畑で緊密に実った小麦の上に立って「密植」の成果を誇示しているものがあるが、実際には彼らが立っているのは小麦ではなく、足元に隠されたベンチであった。そして「畑」もまたすべて個別に移植された稈で偽装されていた。断片的な情報から一部西側メディアも中国大陸で飢饉が起きていることを報道したが、共産党政府はそれらすべてを"悪辣な攻撃""デマによる中傷"として排斥した。国外から中国へ訪問した"友好人士"たちは、訪問地・接触する人々・接待するときのセリフなどがすべて綿密にお膳立てされた招待旅行で見聞した体験をもって、中華人民共和国の"偉大な成果"を賛美した。
毛は、収穫量の水増しが周知の事実となっていた時期に当たる、1959年3月においてもなお「三分の一を超えなければ、人民は反政府行動に出ないだろう」と述べて国による食料の買い上げ量を増やすよう奨励しており、1960年には共産党政府は何よりも輸出を優先するとする「出口第一」を掲げて事実上の飢餓輸出を行っていた。周恩来や鄧小平もまた毛の走狗と化して四川省などへの容赦ない徴発を指示して回った。買付のノルマを達成するために地方では農家への迫害が行われ、自殺に追い込まれた農民も少なからずいた。
飢饉が進むと、日に日に飢えが人民の暮らしを蝕むようになった。ありとあらゆるものが売りに出され、売春が横行し、人々は家や服を手放し、しまいには自分の血液を売り、子供を僅かな現金や食料と交換するか遺棄した。頼れるものを失った人民の多くが生きるために盗みに手を染め、安徽省の農民の一人はその様を「食べ物を盗むことができない者は死んだ。何としてでも盗んだ者は死ななかった」と語った。一部の地元幹部は飢饉を乗り切らせるために民兵たちの目を盗んで穀物を農民に分け与えたものの、多くの地域で、隣人が、友人が、親族が、互いに盗み合い、奪われた者や盗みを見つけられた者には死が待っていた。珠江では、香港やマカオへの逃亡を図って溺れたり国境警備隊に射殺された、人々の死体が漂っていた。他方で強欲な幹部や共産党にうまく取り入った者たちは「大喫大喝（食べまくり飲みまくる）」と呼ばれた宴会を開いたり、職権を濫用し、食料を横領する者が後を絶たなかった。すべての階級の者が共産主義が排除しようとしたはずの個人利益の追求に血道を上げ、飢饉を生き延びられるかどうかは、賄賂やコネ、嘘や媚、盗みや密輸その他諸々の犯罪の才能にかかっていた。

### 大躍進政策の終焉と文化大革命

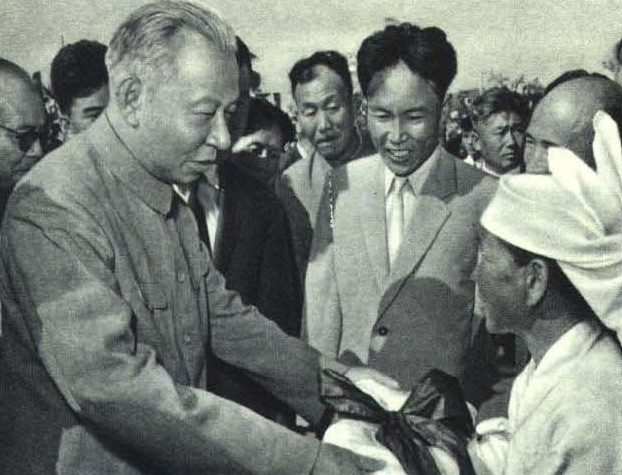
北朝鮮を訪問する劉少奇国家主席（1963年）

1961年4月と5月、当時の国家主席であった劉少奇は、湖南省の村で44日間の現地調査を行った後、飢饉の原因は30％の自然災害と70％の人為的ミスであると結論付けた。1962年1月と2月に「七千人大会」が召集された。ここで劉は正式に結論を発表し、毛は生涯で唯一とされる自己批判を余儀なくされ、大躍進政策は共産党によって「終わった」と宣言された。
大躍進政策の失敗と飢饉により毛は共産党と政府内の積極的な意思決定から撤退し、劉少奇と鄧小平に将来の様々な責任を委ねた。しかし、毛と劉（そして鄧）の間の意見の相違は次第に大きくなる。劉は三自一包改革を推進して立て直しを図り、鄧は「黒い猫でも白い猫でも鼠を捕るのが良い猫だ（中国語: 不管黑猫白猫，捉到老鼠就是好猫）」と唱えた。一方で毛は、1963年に社会主義教育運動を、そして1966年に文化大革命を開始した。劉は自然災害を飢饉の原因の30％だけとした過去の発言がたたり、裏切り者であり敵の工作員であるとその間非難された。劉は殴打されたうえ、糖尿病と肺炎の薬の処方も拒否され、1969年に悲惨な最期を遂げた。飢饉を終わらせるために尽力した者の多くが劉と同じ運命を辿った。一方、鄧は文化大革命中は「第二の走資派」と非難され、2度粛清されたものの、死を免れた。

### 改革開放以降

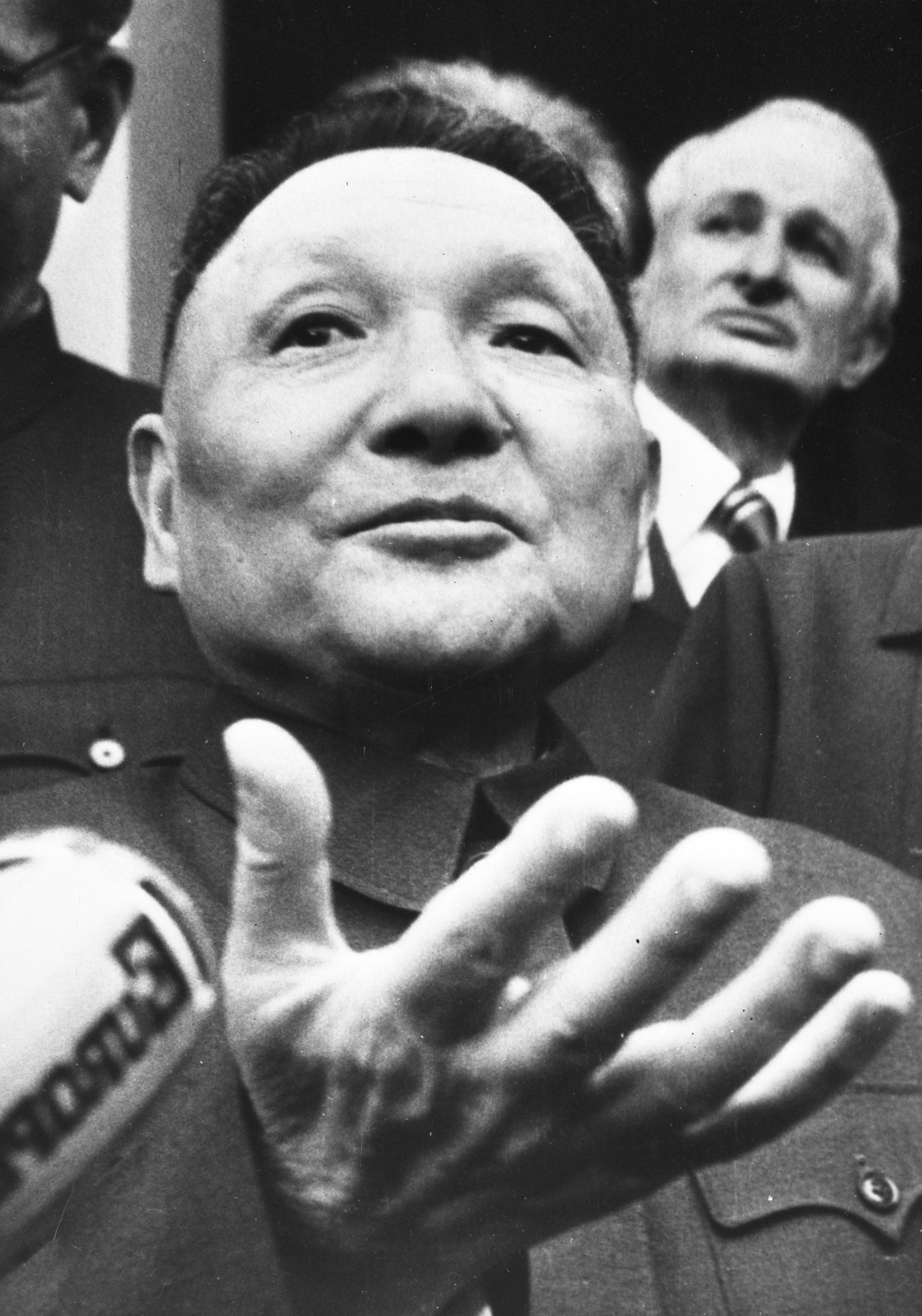
鄧小平

1978年12月、鄧小平は中国の新しい最高指導者となり、中国の農業および産業システムを根本的に変えた歴史的な改革開放計画を開始した。
1980年代初頭まで、「3年自然災害」という名称に見られるように、中国政府のスタンスは飢饉は主に一連の自然災害にいくつかの計画の誤りが合わさった結果であるというものであったが、 「撥乱反正」期間中であった1981年6月に、中国共産党は飢饉の名称を正式に「3年困難」に変更し、飢饉は主に大躍進政策と反右派闘争の過ちに加えて、いくつかの自然災害と中ソ対立によるものであると改められた。
中国大飢饉に関する学術研究は、1980年以降、中国本土でも活発になり、政府が人口統計データを公開するようになった。
他方で、大飢饉・文化大革命・LGBTなどを積極的に取り扱ってきた「中国独立映像展」の主催団体が2020年に活動休止に追い込まれるなど、現状においては中国国内はこの悲劇について自由に検証・議論ができる環境にあるとは言い難い。中国国外の研究者たちは、大躍進政策による大規模な制度や政策の変更が飢饉の主な要因であり、少なくとも自然災害を悪化させたと主張している。特にノーベル賞受賞者のアマルティア・センは、「実際、民主主義の国では、どんなに貧しくても、実質的な飢饉は発生していない」として、世界的状況から見て民主主義の欠如がこの飢饉の主な原因であると主張している。
定期的に世論調査が行われ、独立した報道機関がある国で、このようなことが起こりうるとは想像しがたい。その恐ろしい災厄の間、政府は、統制された新聞からの圧力に直面しておらず、野党からも圧力を受けていなかった。—アマルティア・セン、